# أوستن (سيارة مصفحة)
سيارة مصفحة أوستن أو سيارة أوستن المصفحة (بالإنجليزية: Austin Armoured Car؛ بالروسية: Остин бронеавтомобиль) كانت سيارة مصفحة بريطانية تم إنتاجها خلال الحرب العالمية الأولى. اشتهرت السيارة باستخدامها من قبل الجيش الإمبراطوري الروسي في الحرب العالمية الأولى ومن قبل قوى مختلفة في الحرب الأهلية الروسية.
بالإضافة إلى أوستن البريطانية الصنع، تم تصنيع بضع عشرات من المركبات في روسيا في 1918-1920. يُشار إليها عادةً باسم أوستن-بوتيلوف، أو إذا كانت مزودة بهيكل Kégresse نصف مجنز فيشار إليها باسم أوستن-كيجريس.

## تاريخ الإنتاج

### أوستن البريطانية

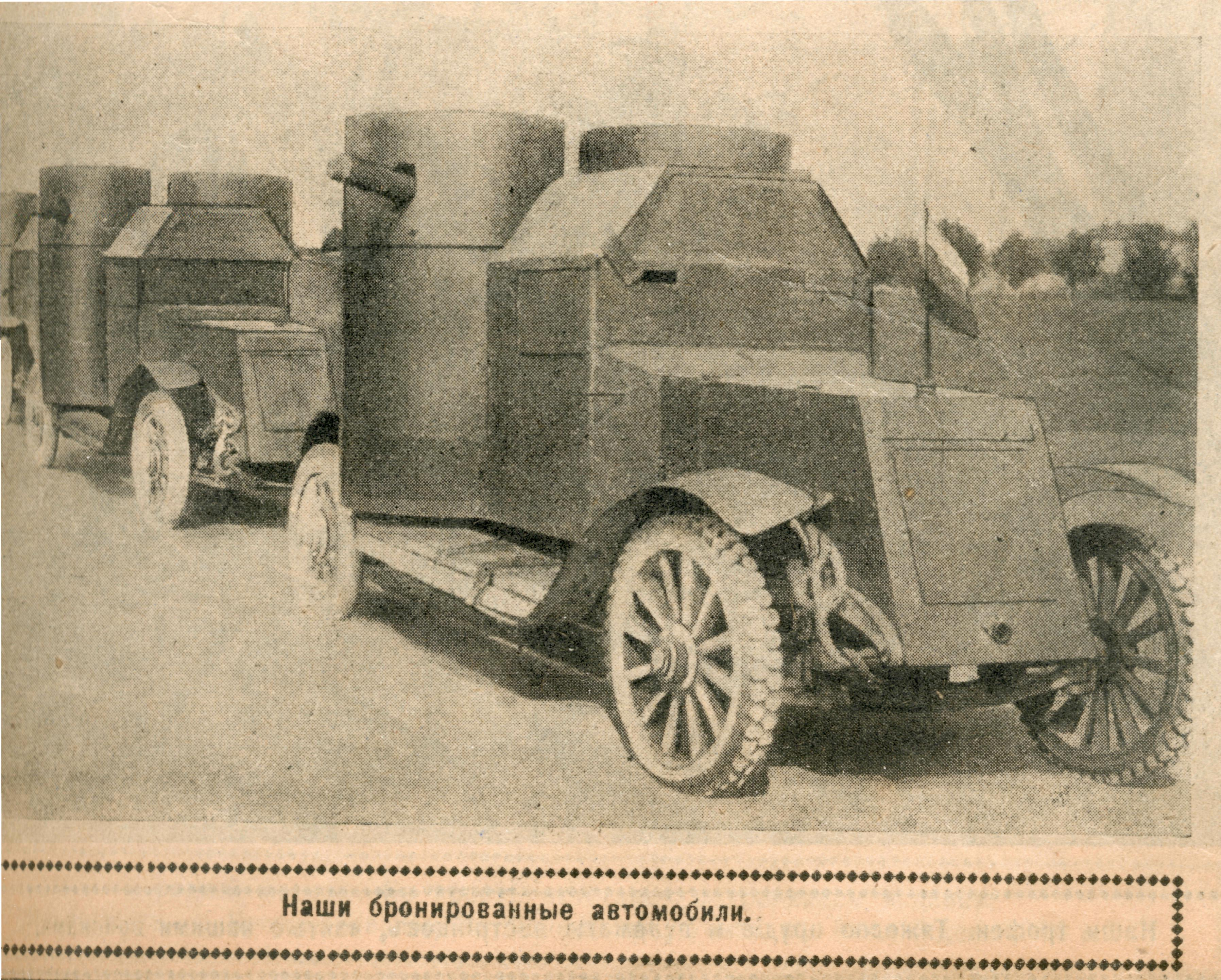
سلسلة أوستن الأولى

في أغسطس 1914، بعد بداية الحرب العالمية الأولى مباشرة، بدأ جيش الإمبراطورية الروسية في تشكيل وحدات من السيارات المصفحة. ونظرًا لقدرات الإنتاج المحدودة لصناعة السيارات في البلاد، فقد تقرر طلب عدد من المركبات في الخارج. تم إرسال لجنة إلى المملكة المتحدة، لكنها فشلت في العثور على سيارة مصفحة تلبي متطلباتهم للحماية العلوية وبرجي مدفعي رشاشين.

## وصلات خارجية
- Derela.republika.pl
- Landships.freeservers.com
- Austin armoured cars photo gallery at wio.ru